# Nicotiana thyrsiflora
Nicotiana thyrsiflora är en potatisväxtart som beskrevs av Goodspeed. Nicotiana thyrsiflora ingår i släktet tobak, och familjen potatisväxter. Inga underarter finns listade i Catalogue of Life.